# Коя
Коя (на френски: Coyah) е град в Западна Гвинея, регион Киндия. Административен център на префектура Коя. Населението на града през 2014 година е 49 821 души.